# Sender Kojál
Der Sender Kojál (tschechisch Vysílač Brno - Kojál) ist eine Einrichtung zur Verbreitung von Rundfunk- und Fernsehprogrammen auf dem Hügel Kojál (600 m) bei Krásensko in der Nähe von Brünn in Tschechien.
Der Sender Kojal, verwendete bis 1985 einen 324 Meter hohen Stahlfachwerkmast mit dreieckigem Querschnitt, der 1959/60 errichtet wurde und in 63,75 Meter, 135 Meter, 213,75 Meter und 292,5 Meter Höhe abgespannt war. Auf der in 300 Meter Höhe gelegenen Messkabine befand sich der Antennenträger mit Sendeantennen für UKW (im unteren Teil) und TV (im oberen Teil).
1985 wurde dieser Mast durch einen 339,5 Meter hohen neuen Sendemast ersetzt, weil ein Mastbruch, wie er beim Sender Krašov im Jahr 1979 geschehen ist, vermieden werden sollte. Als Grund für den Mastbruch des Senders Krašov wurde Materialermüdung angegeben. Der alte Antennenmast auf dem Kojál war baugleich mit dem eingestürzten Mast bei Krašov und wurde in etwa der gleichen Zeit gebaut.